# جورج بروکس (بازیکن فوتبال، زاده ۱۸۹۲)
جورج بروکس (انگلیسی: George Brooks؛ ۲ ژانویه ۱۸۹۲ – ۱۹۶۶ (۷۳−۷۴ سال)) بازیکن فوتبال بود.